# Рахат-Лукум (фільм, 1973)
«Рахат-Лукум» (англ. Turkish Delight, нід. Turks fruit) — нідерландський фільм 1973 року, знятий режисером Полом Верговеном на основі однойменного роману Яна Волкерса. Стрічка розповідає про історію кохання молодого скульптора та дівчини, яких грають Рутгер Гауер та Монік ван де Вен.
Вважається одним з найуспішніших фільмів нідерландського кінематографу. За даними Нідерландського кінофестивалю фільм подивилися 3,5 млн глядачів, що складало на момент його виходу близько 26 % усього населення Нідерландів. 1973 року стрічку номіновано на премію Оскар, як найкращий фільм іноземною мовою, а 1999 року здобула нагороду «Золоте теля» як «найкращий нідерландський фільм століття». 2007 року Нідерландський кінофестиваль включив «Рахат-Лукум» до 16-ти найвизначніших фільмів нідерландського кінематографу.

## Сюжет
Молодий скульптор Ерік прокидається після моторошного сну, йде гуляти на вулицю, щоб знайти випадкових жінок для сексу в його домашній студії. Однак щось його тривожить і стає зрозуміло, що це нещодавній розрив з дружиною Ольгою. Дія фільму повертається в минуле, до початку його стосунків з дівчиною.
Ольга підбирає Еріка, коли той голосує при дорозі і вони відразу відчувають взаємну сексуальну та духовну пристрасть. Вони починають жити разом та одружуються. Однак їхні стосунки не влаштовують маму Ольги, яка не схвалює стилю життя богемного скульптора.
Після низки подій Ольга починає поводитись дивно. На вечірці, яку організувала її родина, фліртує з підприємцем. Побачивши це, Ерік свариться з Ольгою та дає їй ляпаса, після чого вона його лишає. Ерік повертається до своєї студії і руйнує все, що нагадує йому про Ольгу. Саме з цього моменту фільм починався.
Ерік все ще не може забути Ольгу, але бачаться вони вкрай рідко. Вона поводиться все більш виклично, часто в присутності інших чоловіків. Її родина відмовляється прийняти Еріка, щоб той зустрівся з Ольгою до моменту, коли він каже, що хоче розлучитися. Через деякий час Ольга виходить заміж за американського підприємця, але невдовзі свариться з ним та повертається до Нідерландів.
Одного дня Ерік зустрічає Ольгу, яка яскраво одягнена, але поводиться незрозуміло. Вона непритомніє, після чого її везуть до лікарні, де діагностують пухлину головного мозку, яку вже неможливо вилікувати. Стає очевидним, що вона помре. Ерік приносить їй лукум — єдине, що вона їсть, оскільки боїться, що важча їжа зламає їй зуби. Невдовзі Ольга помирає.

## У ролях

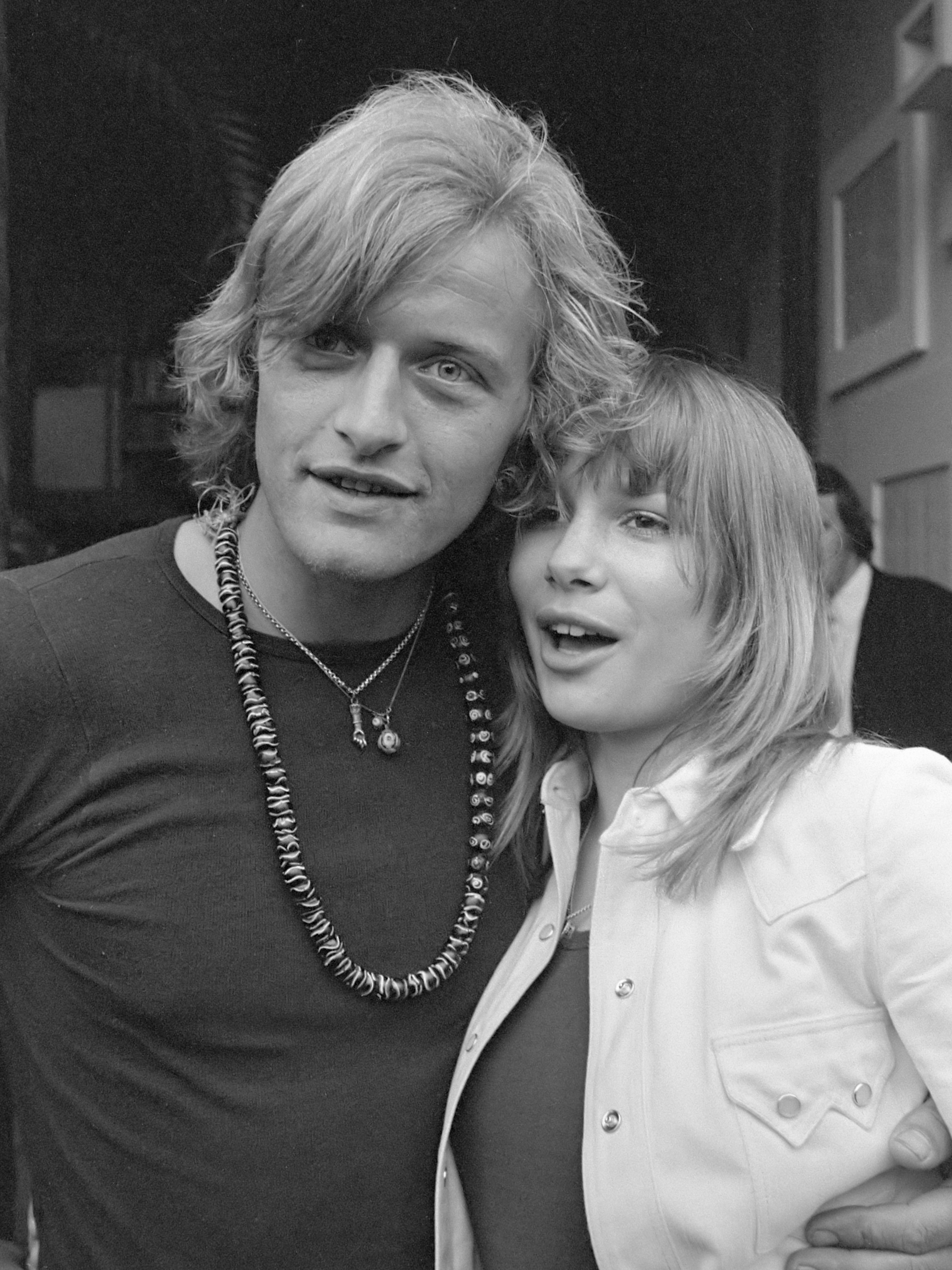
Гауер і ван де Вен у червні 1972 року

| Актор             | Роль              |
| ----------------- | ----------------- |
| Монік ван де Вен  | Ольга Стапелс     |
| Рутгер Гауер      | Ерік Фонк         |
| Тоні Гурдеман     | мати Ольги        |
| Вім ван ден Брінк | Батько Ольги      |
| Ганс Боскамп      | менеджер магазину |
| Дольф де Фріс     | Пол               |
| Манфред де Грааф  | Генрі             |
| Дік Шеффер        | бухгалтер         |
| Марйол Флоре      | Тінеке            |
| Берт Дейкстра     | чиновник          |

## Виробництво
Фільм знімався в двох містах Нідерландів — Амстердамі та Алкмаарі.